# RandR
RandR - общее название для двух (WrandR и XrandR) протоколов передачи данных, расширяющих дисплейные протоколы X11 и Wayland. Оба этих протокола облегчают такие манипуляции с корневым окном (root window в терминологии X) на экране, как поворот и изменение его размера. Для управления протоколом существуют утилиты xrandr и weston-wrandr, так же пользователь может использовать стандартные графические утилиты, поставляемые операционной системой.
Изначально в  X11 конфигурация корневого окна задавалась только при старте X сервера, что  делало невозможным изменение параметров этого же окна в процессе работы. Однако с времен первой версии XFree86 пользователю давалась возможность изменять разрешение экрана "на лету", не затрагивая размеры основного рабочего пространства. RandR был создан именно для того, чтобы дать возможность изменять параметры корневого окна, не перезагружая дисплейный сервер.